# Benjamin Gitlow

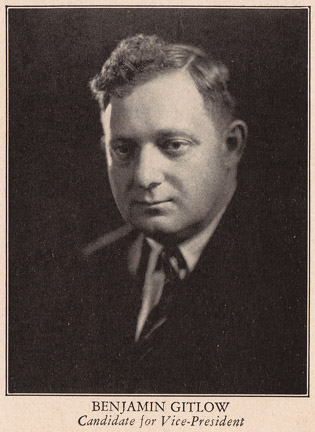
Benjamin Gitlow als Kandidat für den Posten des US-Vizepräsidenten, 1928

Benjamin Gitlow (* 22. Dezember 1891 in Elizabeth, New Jersey; † 19. Juli 1965 in Crompond, New York) war ein US-amerikanischer sozialistischer Politiker, der Ende der 1930er Jahre zum konservativen Antikommunisten wurde.
Er war 1919 Gründungsmitglied der Kommunistischen Partei der USA (CPUSA) sowie bei den Präsidentschaftswahlen 1924 und 1928 deren Kandidat für den Posten des Vizepräsidenten. In den 1940er Jahren schrieb er seine Autobiografie, in welcher er Enthüllungen über die CPUSA verbreitete und die während der McCarthy-Ära sehr einflussreich waren.

## Leben

### Ausbildung und Herkunft
Gitlow war der Sohn von 1888/1889 aus Russland emigrierten Juden. Nach dem Ende seiner Schulzeit arbeitete Gitlow in einem Kaufhaus in Newark und war in der Gewerkschaft der Einzelhandelsangestellten aktiv. Durch diese Aktivitäten verlor er seine Arbeit und wurde sogar auf die Schwarze Liste der Arbeitgeber im Einzelhandel gesetzt.

### Politische Aktivitäten
1909 trat Gitlow der Sozialistischen Partei Amerikas (SPA) bei und begrüßte 1917 begeistert beide Revolutionen in Russland. Im Jahr 1918 gehörte er als Vertreter eines Wahlbezirks in der Bronx der New York State Assembly an. Im Februar 1919 schloss sich Gitlow mit Bertram Wolfe und Jay Lovestone zu einer linken Fraktion der SPA zusammen, welche die Politik der Bolschewiki verteidigte und unterstützte. Daraufhin wurde er im Mai 1919 mit etwa 20.000 anderen Mitgliedern aus der SPA ausgeschlossen. Unter ihnen waren u. a. Earl Browder, John Reed, James P. Cannon, William Bross Lloyd, Elizabeth Gurley Flynn, Ella Reeve Bloor, Charles Ruthenberg, Rose Pastor Stokes, Claude McKay, Michael Gold und Robert Minor. Sie alle gehörten zu den Mitbegründern der CPUSA 1919.
Im Zuge der so genannten Palmer-Razzien war Gitlow einer von über 10.000 verhafteten Kommunisten und Anarchisten, denen vorgeworfen wurde, Gewalt und rechtswidrige Mittel zum Sturz der Regierung befürwortet zu haben. Gitlow wurde 1920 deshalb zu fünf Jahren Gefängnis verurteilt, wurde aber bereits im 1922 vorzeitig entlassen. Im Anschluss an seine Haftzeit arbeitete er hauptamtlich bei der CPUSA als Organisationsleiter für die Industriearbeiterschaft. Innerhalb der Partei schloss er sich zunächst der Gruppe um Charles Ruthenberg und Jay Lovestone an, wechselte jedoch 1924 zu jener um William Z. Foster. 1924 und 1928 wurde Gitlow jeweils Vizepräsidentschaftskandidat von Foster bei den Präsidentschaftswahlen.
1929 wurde Gitlow neben Max Bedacht und Earl Browder Sekretär der nationalen Parteileitung. Im selben Jahr wurde Nikolai Bucharin aus dem Politbüro der bolschewistischen Partei und als Vorsitzender der Komintern abgelöst, was in der CPUSA, wo Bucharin eine starke Anhängerschaft hatte, zu Irritationen sowie Kritik führte und in den Flügelkämpfen der CPUSA Folgen hatte. Der einst von Gitlow unterstützte Lovestone war dabei Wortführer der Bucharin-Unterstützer und Gegner der neuen Komintern-Politik unter Stalin. Gitlow wurde nun wieder zu einem Anhänger Lovestones.
Jay Lovestone und seine Anhänger, darunter Gitlow, verließen die CPUSA und gründeten im November 1929 eine eigene Partei, die Kommunistische Partei (Opposition). Gitlow verließ die Partei 1933 nach dem man sich bei Diskussionen über die Industrialisierung und die Zwangskollektivierung in der UdSSR zerstritten hatte. Unter seiner Leitung spaltete sich die Workers Communist League ab, die jedoch nur kurze Zeit bestand. 1934 kurzzeitig wieder Mitglied der SPA. Desillusioniert distanzierte er sich im Laufe der 1930er Jahre von jedweder linken Politik.
1939 sagte Gitlow vor dem Ausschuss für unamerikanische Aktivitäten des Repräsentantenhauses unter dem Vorsitz von Martin Dies gegen die CPUSA aus. Im folgenden Jahr veröffentlichte er seine Autobiografie "I Confess: The Truth About American Communism". 1948 erschien der zweite Band seiner Autobiografie unter dem Titel "The Whole of Their Lives: Communism in America".
Benjamin Gitlow starb am 19. Juli 1965 in Crompond im Westchester County und wurde auf dem Cedar Park Cemetery in Paramus beigesetzt.